# أرقطيون مختلط
أرقطيون مختلط (الاسم العلمي: Arctium mixtum) هي نوع نباتي يتبع جنس الأرقطيون من فصيلة النجمية.